# ウアダン、シンゲッティ、ティシット、ウアラタの古いクスール
「ウアダン、シンゲッティ、ティシット、ウアラタの古いクスール」は、モーリタニアの世界遺産の一つ。クスール（単数形はクサール）は、中世にキャラバンが立ち寄った交易地に形成された独特の集落で、登録対象となった4つの町は、その古い街並みがよく保存されていることが評価された。
これらの町はサハラ交易の拠点として栄えた歴史を持ち、またシンゲッティはモーリタニアをはじめとする西アフリカのイスラーム文化の中心地としても栄えた町で、地元ではイスラームの第七の聖地として巡礼の対象にもなっていた。町が持つこうした歴史的な重要性ももちろん評価されている。
なお、現在に至るまで危機遺産に登録されたことはないが、近隣の砂漠化は、遺跡の保存にも悪影響を及ぼしている。

## 登録基準
この世界遺産は世界遺産登録基準のうち、以下の条件を満たし、登録された（以下の基準は世界遺産センター公表の登録基準からの翻訳、引用である）。
- (3) 現存するまたは消滅した文化的伝統または文明の、唯一のまたは少なくとも稀な証拠。
- (4) 人類の歴史上重要な時代を例証する建築様式、建築物群、技術の集積または景観の優れた例。
- (5) ある文化（または複数の文化）を代表する伝統的集落、あるいは陸上ないし海上利用の際立った例。もしくは特に不可逆的な変化の中で存続が危ぶまれている人と環境の関わりあいの際立った例。